# Latirulus fasciatus
Latirulus fasciatus is een slakkensoort uit de familie van de Fasciolariidae. De wetenschappelijke naam van de soort is voor het eerst geldig gepubliceerd in 1968 door Habe & Okutani.